# Anacoco
Anacoco è un'isola venezuelana di tipo fluviale situata nell'Est del paese.
L'isola è situata tra la confluenza del Fiume Cuyuni e Venamo situato nell'Est del paese nello Stato del Bolivar al confine con la Guyana. L'isola è stata per anni contesa tra i due stati sudamericani del Venezuela e Guyana. È stata per lungo tempo in possesso della Guyana che l'aveva precedentemente conquistata al Venezuela. Solo nel 1956 è stata reclamata dal Venezuela che tutt'oggi ne mantiene il controllo grazie alle Forze Armate.